# Pero huebneraria
Pero huebneraria là một loài bướm đêm trong họ Geometridae.